# Richwiller
Richwiller é uma comuna francesa na região administrativa de Grande Leste, no departamento Alto Reno. Estende-se por uma área de 5,55 km². Em 2010 a comuna tinha 3 748 habitantes (densidade: 675,3 hab./km²).